# Karjalainen (sjö i Lapinlax, Norra Savolax)
Karjalainen är en sjö i kommunen Lapinlax i landskapet Norra Savolax i Finland. Sjön ligger 128,4 meter över havet. Den är 14,5 meter djup. Arean är 64 hektar och strandlinjen är 4,21 kilometer lång. Sjön  ingår i Vuoksens huvudavrinningsområde.   Den ligger omkring 48 kilometer norr om Kuopio och omkring 380 kilometer norr om Helsingfors. 
Karjalainen ligger sydväst om Valkeinen. 